# Cornèlia Pompeia
Cornèlia Pompeia Magna (nascuda entre el 47/35 aEC, any de mort desconegut) va ser la filla més jove de Pompeia Magna i el cònsol sufecte Luci Corneli Cinna. Els avis materns de Cornèlia son triumvir Pompeu i la seva tercera esposa Múcia Tèrcia, mentre que el seu avi patern era un ancià Luci Corneli Cinna. El seu germà de pura sang va ser Gneu Corneli Cinna Magne; un mig germà del primer matrimoni de la seva mare amb el senador Faust Corneli Sul·la. La seva mare va morir abans del 35 aEC i ella va ser criada pel seu pare.
Abans del 16, Cornèlia es va casar amb Luci Escriboni Libó que seria cònsol el 16, i a aquest li agradava el fet que ella provingués d'una família senatorial.